# Creamcheese

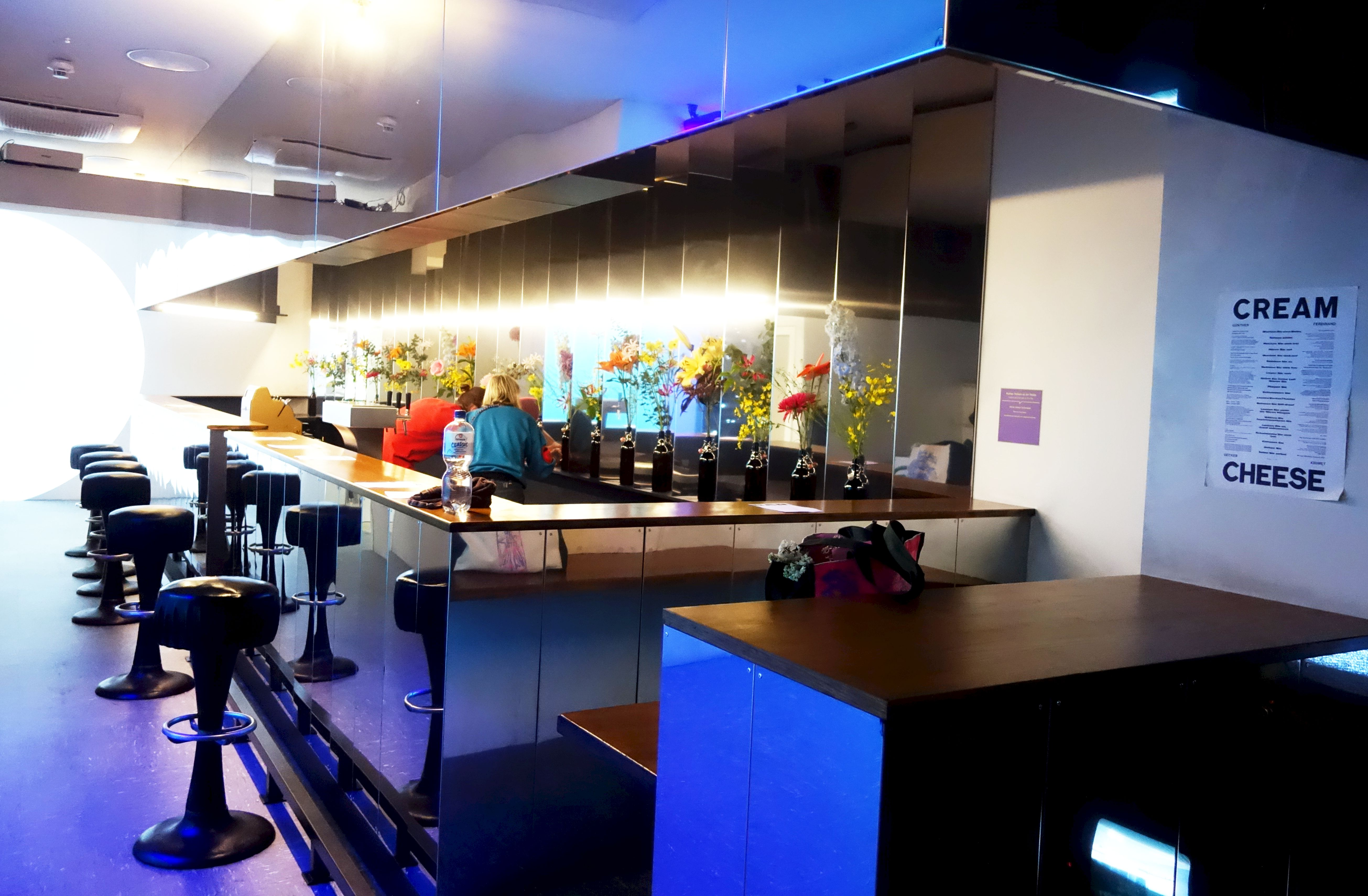
Creamcheese, das Interieur inzwischen im Museum Kunstpalast
(2024, während der Ausstellung „Palastblühen“)

Das Creamcheese war ein Lokal in der Düsseldorfer Altstadt, das am 21. Juli 1967 eröffnete und bis Dezember 1976 bestand.

## Geschichte

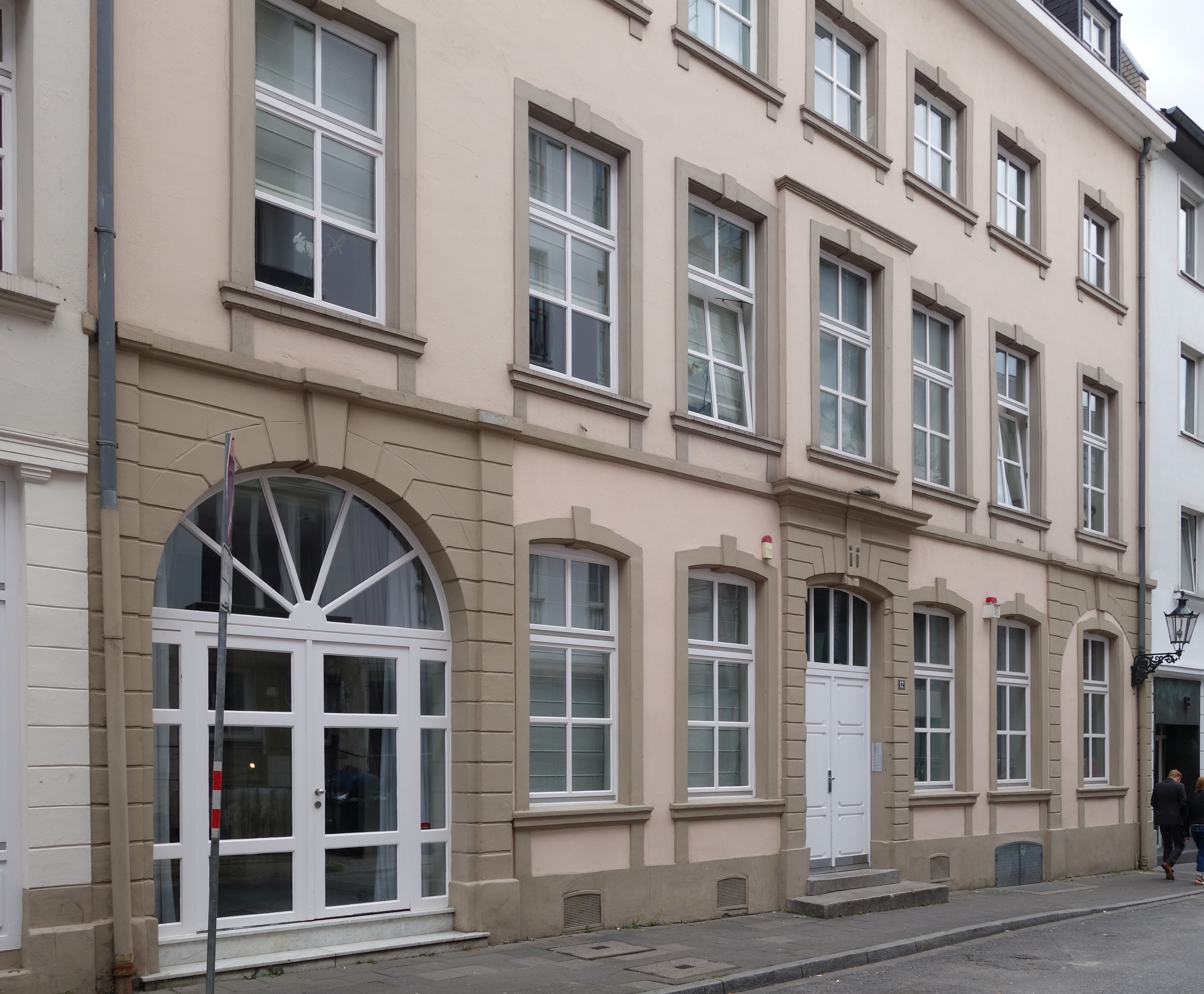
Gebäude Neubrückstraße 12, 2016

Gegründet von Hans-Joachim Reinert und Bim Reinert und konzeptionell gestaltet von dem Bildhauer Günther Uecker, dem Filmemacher Lutz Mommartz, dem Designer Danilo Silvestrin, der im Haus selber wohnte, und dem Künstler Ferdinand Kriwet, entstand in der Neubrückstraße 12 ein für damalige Verhältnisse spektakuläres und originelles Lokal, wie u. a. die Frankfurter Rundschau im Januar 1968 berichtete. Uecker hatte sich der von Heinz Mack und Otto Piene gegründeten Künstlergruppe ZERO angeschlossen, deren Werke sich um Licht, Bewegung, Raum und Zeit, Dynamik und Vibration drehten. Diese Elemente sollten auch das Creamcheese bestimmen. Die Idee, Popmusik mit Kunst zu verbinden, beruhte auf dem Vorbild von Andy Warhols Club The Dom.
Die Ausstattung, wie etwa eine 20 Meter lange Theke mit Spiegel-Lamellen-Rückwand von Heinz Mack, Titel „der Mund“, ein Gemälde von Gerhard Richter im Vorraum, das ein liegendes Mädchen zeigte, die bis zu 24 laufenden Fernseher, eine zum Podium erhobene Tanzfläche, dem „Aktionsraum“ und diverse Kunstobjekte wie ein überdimensionaler Nagel in einem Metallkäfig als Objekt von Uecker, Titel: „electric Garden“, machte das Creamcheese zu einem intellektuellen Lokal in der Zeit der End-1960er. Das Creamcheese-Manifest lieferte die Programmatik des Künstlerlokals.
Weit über Düsseldorfs Stadtgrenze bekannt stand der Name Creamcheese für einen progressiven Musiksound. Zu hören waren bekannte Bands wie Atomic Rooster, Iron Butterfly, Camel, Pink Floyd, Birth Control, Supertramp, Genesis, Deep Purple und Frank Zappa, der mit seinem Song Son of Suzy Creamcheese den Namen für den Insidertreff lieferte. Suzy Creamcheese ist eine fiktive Person, die unter anderem auf Zappas Album Freak Out! mehrere Auftritte hat. Uecker hatte Zappa bei seinen New York-Aufenthalten kennengelernt. Bei seinen Tourneen im Dezember 1970 und November 1971 trat Zappa auch in Düsseldorf auf und besuchte bei diesen Gelegenheiten das Creamcheese. Deutsche Gruppen wie Tangerine Dream, Can, Kraftwerk oder Freejazzer wie Peter Brötzmann spielten live im Creamcheese.
Achim Reinert stand in seinem langen schwarzen Ledermantel mit Schaffnerkasse vor dem Bauch wie eine lebendige Skulptur an der Tür. Hinter der Theke bedienten heute bekannte Künstler, wie Blinky Palermo, Imi Knoebel oder Katharina Sieverding. Das Creamcheese zog nicht nur Musik- und Tanzbegeisterte an, sondern auch Künstler wie Joseph Beuys, Anatol Herzfeld und Günther Uecker zählten zum Stammpublikum. Angeregt durch Johann Kuiper fanden diverse „Kneipentheater“-Aufführungen statt, gefördert von den damaligen Besitzern Bim und Achim Reinert. So führten zum Beispiel die Künstler Beuys und Herzfeld am 5. Dezember 1968 die gemeinsame Aktion Handaktion und Der Tisch auf. Mommartz drehte 1967/68 im Creamcheese zwei Kurzfilme: Oben / Unten und Gegenüber. Beide Filme zeigte Mommartz 1968 auf der Documenta 4 in seinem Zweileinwandkino. Auch für Filmvorführungen und avantgardistische Modenschauen stand das Cream zur Verfügung. Mit seinen Rundscheiben, den an die Wand projizierten, kreisförmig angeordneten Worten, schaffte Krivet eine neue Art der visuellen Gestaltung von Texten, welche zusammen mit dem Stroboskoplicht ganz neue Sinnes-Eindrücke für die Besucher erzeugte.
Somit wurde das Creamcheese zu einem Gesamtkunstwerk und entwickelte sich zu einem Stück Zeitgeschichte. Der langjährige documenta-Ausstellungsleiter Arnold Bode äußerte sich 1968 über das Creamcheese: „Das ist keine Kneipe, sondern als Raum ein Gesamtkunstwerk“.
Im Dezember 1976 zog das Lokal unter dem neuen Namen Cream in die Flingerstraße 11 um. Die neue Version des Lokals konnte aber an den alten Erfolg nicht mehr anknüpfen.
Der Nachbau der damaligen „längsten Theke Deutschlands“ wird, mit einer Unterbrechung, im Düsseldorfer Kunstmuseum im Ehrenhof mit den Original-Exponaten ausgestellt. Das Museum hatte fast die ganze künstlerische Innenausstattung des Creamcheese aufgekauft. Erwähnung fand das Creamcheese auch in „Summer of Love“, einer Ausstellung der Tate Liverpool in Kooperation mit der Schirn Kunsthalle in Frankfurt am Main und der Kunsthalle Wien.

## Rekonstruktion
Der Kunstpalast (damals Kunstmuseum Düsseldorf im Ehrenhof) kaufte das Inventar kurz nach der Schließung des Clubs an. 2023 ließ der aktuelle Direktor des Kunstpalasts, Felix Krämer, den Raum vollständig rekonstruieren und im Museum installieren.

## Verein Creamcheese e. V.
Im Juli 2005 gründeten ehemalige Creamcheese-Mitarbeiter und andere nicht unmittelbar mit dem Creamcheese verbundene Personen den Verein Creamcheese e. V.
Zweck und Aufgabe des Vereins ist die Pflege des Andenkens an das kulturelle Leben im und rund um das Creamcheese. Der Aktionskünstler HA Schult veranstaltete mit dem Creamcheese e. V. am 19. Oktober 2018 im Andreasquartier in Düsseldorf „Creamcheese ist ein Gefühl“. Die Aktion wurde durch den Heimatverein Düsseldorfer Jonges unterstützt. Der Verein ist zudem Inhaber der beim Deutschen Patent- und Markenamt eingetragenen Marke Creamcheese.